# Pulau Adi
Pulau Adi är en ö i Indonesien. Den ligger i provinsen Papua Barat, i den östra delen av landet. Arean är 158 kvadratkilometer.
Öns högsta punkt är 167 meter över havet. Pulau Adi ligger söder om västra Nya Guinea.